# Trachycarpus fortunei
Trachycarpus fortunei là loài thực vật có hoa thuộc họ Arecaceae. Loài này được (Hook.) H.Wendl. miêu tả khoa học đầu tiên năm 1861.

## Hình ảnh

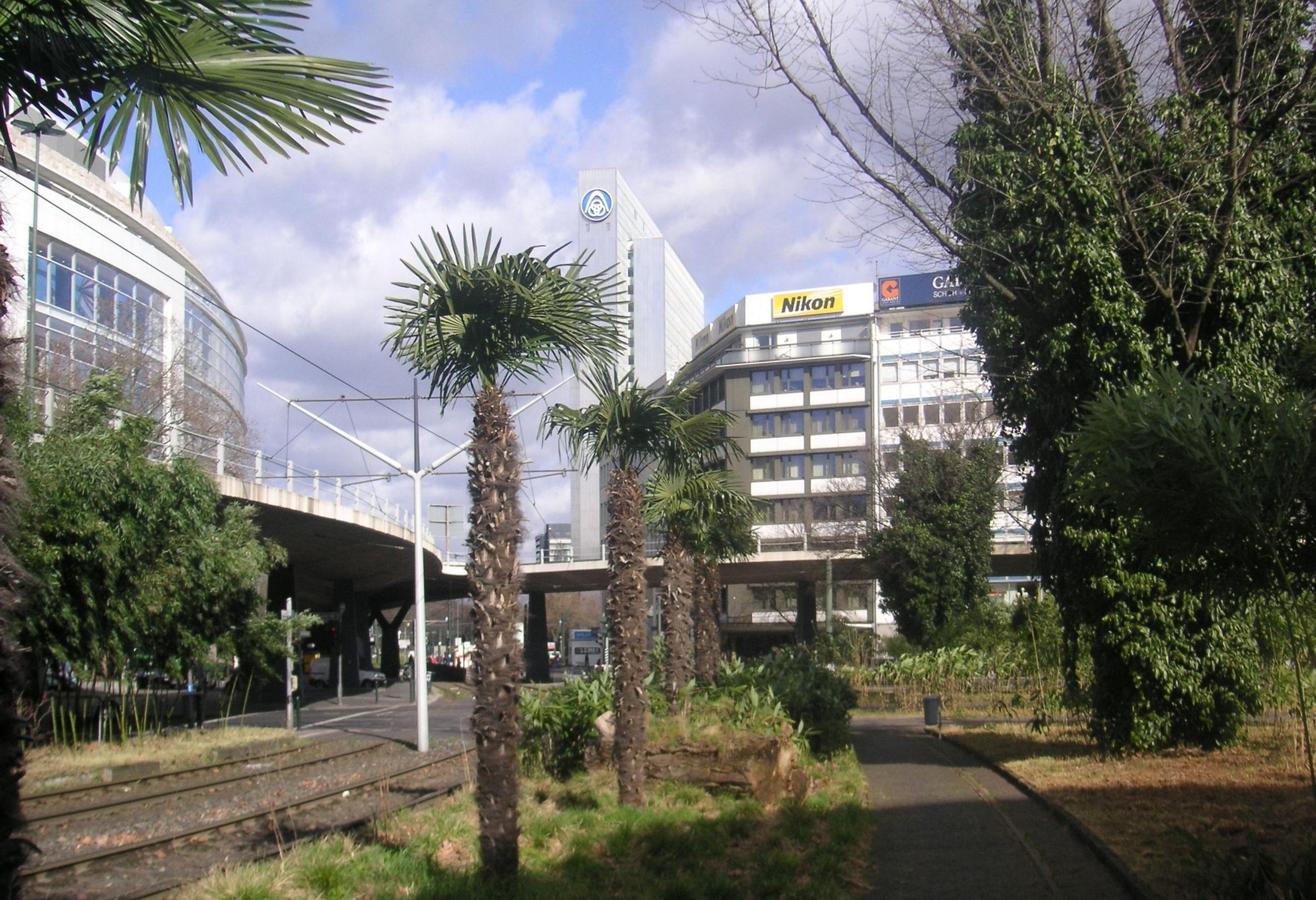
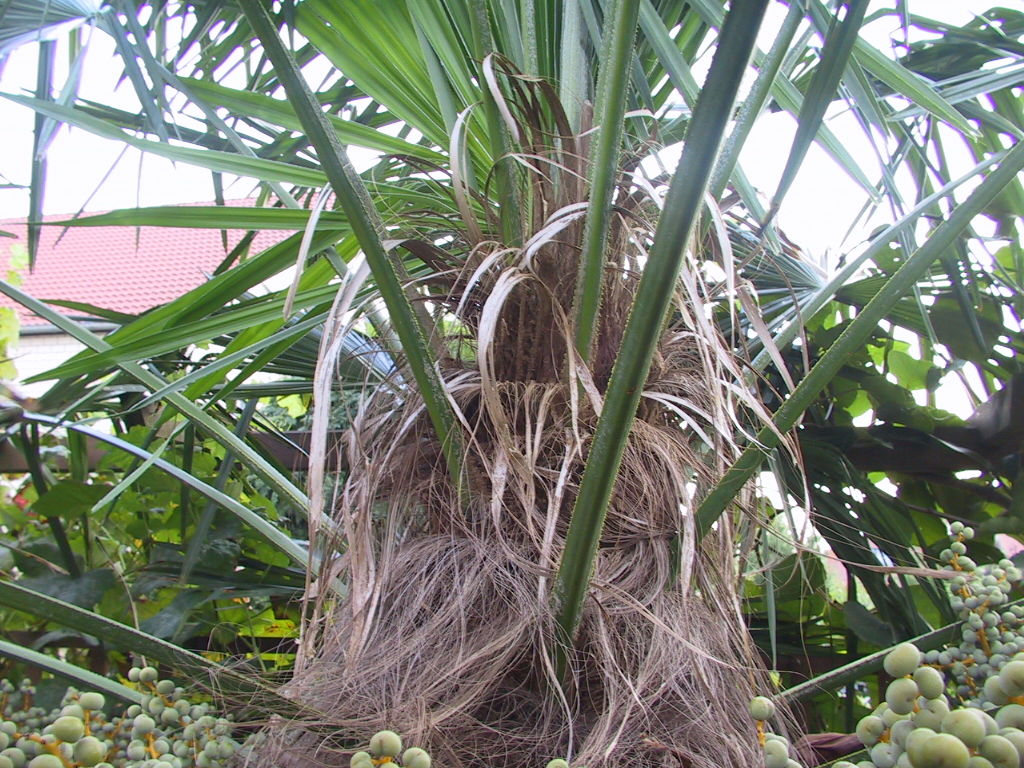
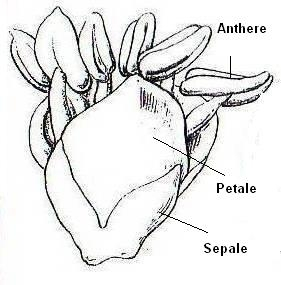
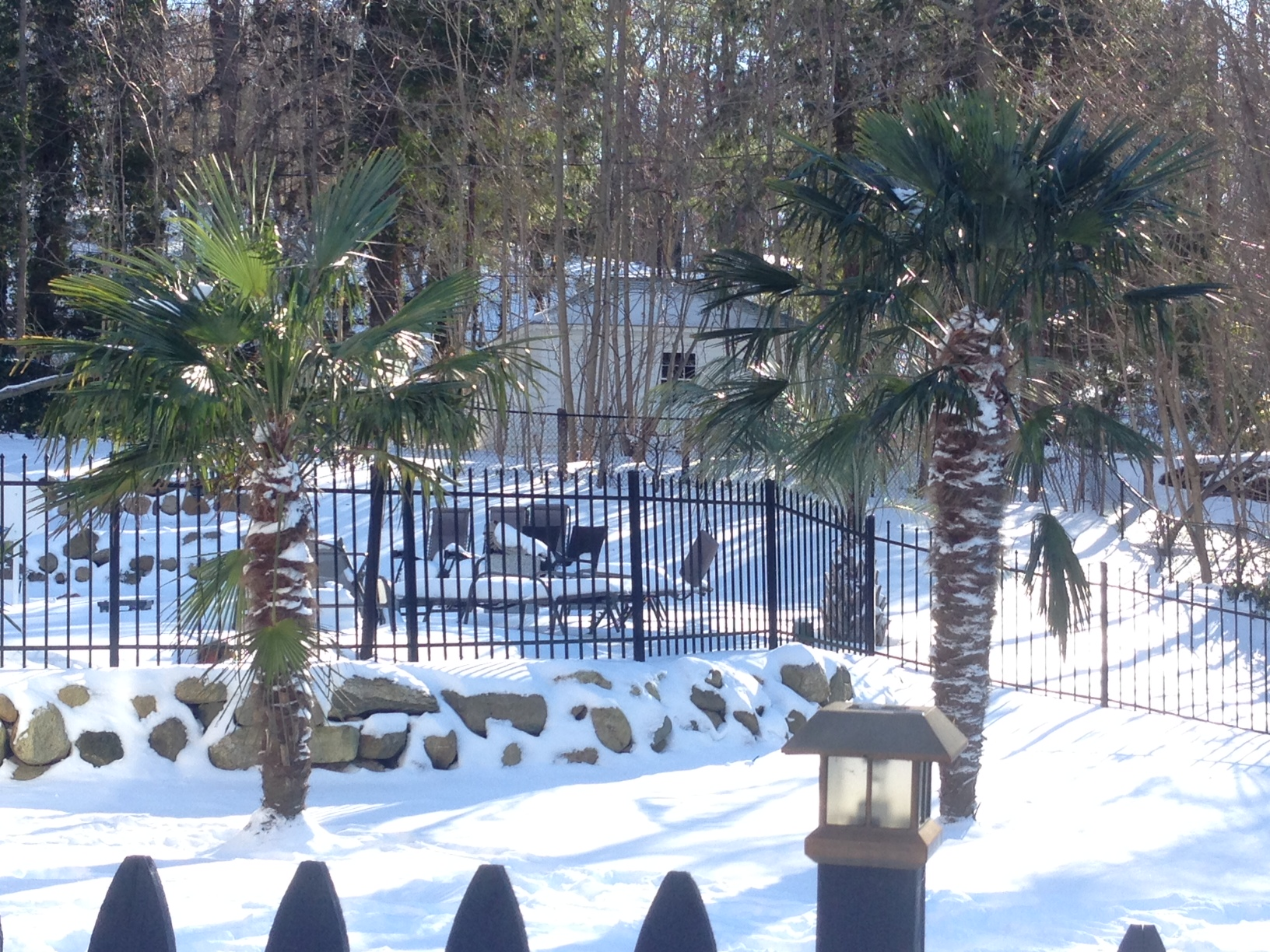